# كريستين كافناغ
كريستين كافناغ (بالإنجليزية: Christine Kavanagh)‏ هي ممثلة بريطانية، ولدت في 24 مارس 1957 في المملكة المتحدة.

## وصلات خارجية
- كريستين كافناغ على موقع IMDb (الإنجليزية)
- كريستين كافناغ على موقع ألو سيني (الفرنسية)
- كريستين كافناغ على موقع أول موفي (الإنجليزية)
- كريستين كافناغ على موقع قاعدة بيانات الأفلام السويدية (السويدية)
- كريستين كافناغ على موقع قاعدة بيانات الفيلم (الإنجليزية)
- كريستين كافناغ على موقع كينوبويسك (الروسية)